# Go
O go (chinês simplificado: 围棋; chinês tradicional:  圍棋; Pinyin: wéiqí; japonês: 囲碁, igo; coreano: 바둑, baduk) é um jogo de estratégia abstrato de tabuleiro para dois jogadores cujo objetivo é cercar mais territórios do que o oponente. O jogo foi inventado na China há mais de 2500 anos e acredita-se que seja o jogo de tabuleiro mais antigo ainda jogado nos tempos modernos. Em 2016, um censo realizado pela Federação Internacional de go em mais de 75 países mostrou que existem mais de 46 milhões de pessoas ao redor do mundo que sabem jogar go e que há cerca de 20 milhões de jogadores ativos, a maioria vivendo no leste da Ásia.
As peças jogadas são chamadas de pedras. Um jogador utiliza as pedras pretas, enquanto um segundo jogador utiliza as brancas. Os jogadores se alternam em rodadas, jogando as pedras nas interseções vazias (pontos). Uma vez jogada no tabuleiro, as pedras não devem ser movidas, porém, elas devem ser removidas do tabuleiro caso uma pedra (ou um grupo delas) for cercada por peças adversárias em todos os pontos adjacentes ortogonais, resultando na captura. O jogo continua até ambos o jogadores não quiserem mais fazer uma jogada. Quando o jogo termina, o vencedor é determinado ao contar cada território cercado pelos jogadores, juntamente com as peças capturadas e o komi (pontuação adicionada em favor do jogador que joga de brancas em compensação de jogar em segundo lugar). O jogo também pode terminar com a desistência de um dos lados.
O tabuleiro padrão de go tem 19X19 interseções, contendo 361 pontos. Iniciantes frequentemente jogam em tabuleiros menores de 9x9 ou 13x13, e evidências arqueológicas de séculos mais antigos apontam que era jogado em um tabuleiro de 17x17 interseções. Entretanto, tabuleiros por 19x19 se tornaram o padrão no período que o jogo chegou na Coreia no quinto século da Era Comum e no Japão no sétimo século da Era Comum.
go era considerado uma das quatro artes essenciais da aristocracia chinesa na antiguidade. A mais antiga menção escrita em referência ao jogo é na obra histórica Zuo Zhuan (cerca do quarto século AEC)..
Apesar das regras simples, o go é extremamente complexo. Comparado ao xadrez, o go tem, ao mesmo tempo, um tabuleiro maior, o que resulta em jogos mais longos e, em média, mais possibilidades para se considerar por movimento. O número de jogadas legais no go é calculado em ser aproximadamente 2,1 elevado a 10¹⁷⁰ potência, o que é muito mais vasto que o número de átomos no universo observável, estimado em ser próximo de 10 elevado a 80ª potência.

## Etimologia
A palavra go é uma forma abreviada da palavra japonesa igo (囲碁; いご), que deriva do antigo wigo (ゐご), por sua vez do chinês médio ɦʉi gi (圍棋, mandarim: wéiqí, literalmente "jogo de tabuleiro de cercar" ou "jogo de tabuleiro de cercamento"). Em eventos patrocinados pela Fundação Ing Chang-ki, é escrito goe.
A palavra coreana baduk deriva da palavra coreana média Badok, cuja origem é controversa; as etimologias mais plausíveis incluem o sufixo dok adicionado a Ba para significar "tabuleiro plano e largo", ou a junção de Bat, significando "campo", e Dok, significando "pedra". Etimologias menos plausíveis incluem uma derivação de Badukdok, referindo-se às peças de jogo, ou uma derivação do chinês páizi (排子), significando "arranjar peças".

## História
O go originou-se na China e suas primeiras referências conhecidas datam do século VI a.C (548 a.C., Zuo Zhuan). Alguns estudiosos acreditam que o tabuleiro tenha evoluído de algum utensílio utilizado para marcar datas e épocas do ano. Uma lenda, no entanto, afirma que o jogo foi criado como um instrumento do imperador Yao (2337 - 2258 a.C.) para educar seu filho Danzhu na disciplina, na concentração e no equilíbrio. Outros acreditam que o jogo tenha sido criado com propósitos divinatórios, para controle de enchentes ou ainda para simbolizar a ordem cosmológica. O jogo também teria sido usado por generais chineses para estabelecer estratégias de guerra.
O jogo foi introduzido no Japão em 735 por um monge budista chamado Kibi Dajin, logo tornando-se popular entre as diversas classes sociais. Foi no Japão que suas regras tornaram-se consistentes, sendo também esse o primeiro país a estabelecer um sistema de jogadores profissionais com rankings e classificações. Em 1924, foi fundada no Japão a Nihon Ki-in, uma academia com caráter acadêmico e federativo voltado para a propagação do go através de torneios e concessão de títulos aos jogadores.

## Equipamento

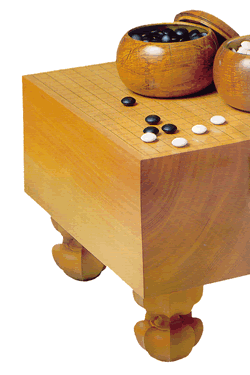
Um conjunto japonês tradicional, com um tabuleiro sólido da madeira (碁盤 goban), duas cumbucas (碁笥 goke) e 361 pedras (碁石 goishi)

O go é jogado num tabuleiro (goban) tradicionalmente feito de madeira e dividido numa grade de 19x19 linhas, este sendo considerado o formato padrão e utilizado em jogos profissionais. No entanto, o jogo pode ser jogado, sem alteração das regras, em tabuleiros de formatos diferentes, maiores ou menores que o convencional, os mais comuns sendo o de 9x9 e o de 13x13 linhas.
As pedras (goishi) utilizadas no jogo podem ser de diversos materiais, mais comumente vidro ou plástico, embora as tradicionais sejam produzidas com conchas de amêijoas, no caso das brancas, e com ardósia, no das pretas. Um conjunto padrão contém 181 pedras pretas e 180 brancas.
As pedras são acondicionadas em cumbucas (goke), geralmente de madeira, de onde vão sendo retiradas no decorrer do jogo e em cujas tampas aquelas capturadas do oponente costumam ser mantidas até o fim da partida.

## Como jogar

### Regras básicas
Diferentemente de outros jogos de tabuleiro, como xadrez ou damas, no começo de uma partida de go o tabuleiro encontra-se completamente vazio.
A primeira jogada é feita pelo jogador com as pedras pretas, a seguir jogará o jogador com as brancas, e depois ambos os jogadores alternarão suas jogadas.
Uma jogada consiste em colocar uma pedra numa das intersecções vazias no tabuleiro, incluindo as bordas.
Uma vez introduzidas no jogo, as pedras não são movidas, mas podem ser capturadas pelo oponente e removidas do tabuleiro.
Uma pedra é capturada e removida do tabuleiro quando todas as intersecções diretamente adjacentes a ela (suas "liberdades") são ocupadas por pedras do oponente. O mesmo aplica-se a grupos de pedras solidamente conectadas.
No fim da partida, quaisquer pedras ou grupos de pedras que não poderiam evitar captura são removidas como prisioneiras mesmo que não tenham sido de fato capturadas.
Via de regra, uma jogada pode ser feita em qualquer intersecção vazia no tabuleiro, mas há exceções: Uma pedra não pode ser colocada numa intersecção cujas liberdades, as intersecções adjacentes a ela, já estejam ocupadas por pedras do oponente ou se introduzi-la ali resultaria na captura de outras pedras da própria cor.
Adicionalmente, não são permitidas jogadas que recriem posições anteriores do tabuleiro.
Um jogador pode passar sua vez a qualquer momento.
A partida termina quando ambos os jogadores passam a vez consecutivamente.
Vence o jogador com a maior pontuação.

#### Pontuação

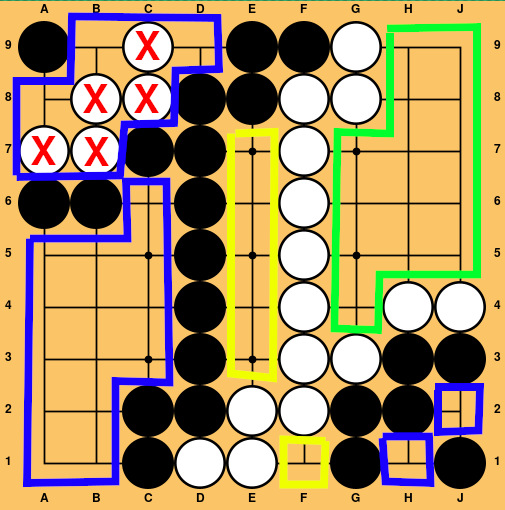
O final de uma partida simplificada. As áreas em azul representam o território das pedras pretas (as pedras brancas marcadas com um xis vermelho estão mortas, i.e., não podem evitar captura e são portanto prisioneiras); a área em verde representa o território das pedras brancas; as áreas em amarelo são dame: elas não pertencem a nenhum dos jogadores

Existem duas regras de contagem para determinar a vitória: a japonesa (também usada na Coreia) e a chinesa. No caso da japonesa, a pontuação do jogador é o número de intersecções vazias cercadas por suas pedras menos o número de pedras suas que foram capturadas pelo oponente. No caso da chinesa, as pedras que o jogador tem no tabuleiro também contam como pontos, porém, sem a subtração das pedras capturadas.
Uma vez que o número de pedras que um jogador tem no tabuleiro é diretamente relacionado ao número de prisioneiros que seu oponente capturou, a pontuação líquida resultante, isto é, a diferença entre as pontuações de ambos os jogadores, é idêntica sob ambos os sistemas de regras (a menos que os jogadores tenham feitos números de passes diferentes no decorrer da partida). Assim, o resultado líquido conferido pelos dois sistemas de pontuação raramente difere por mais de um ponto.

### Komi
Uma vez que o jogador com as pedras pretas tem vantagem por fazer a primeira jogada, a jogadora com as brancas costuma começar a partida com uma quantidade adicional de pontos, komi, geralmente 6.5 no sistema de regras japonês e 7.5 no chinês.

### Handicap
Há no go o sistema de handicap que permite que jogadores de níveis diferentes possam jogar uma partida equilibrada e desafiadora para ambas as partes. O jogador menos experiente jogará com as peças pretas e posicionará algumas delas antes do começo da partida — a quantidade variando com a diferença de habilidade.

## A partida de go

Animação representando as primeiras 60 jogadas numa partida de go. Esta em particular desenvolveu-se rapidamente numa batalha complicada no canto inferior esquerdo e no fundo. (Clique no tabuleiro para reiniciar a exibição numa janela maior.)

Diferentemente de outros jogos de tabuleiro, o objetivo no go não é a captura de pedras do adversário, mas cercar a maior quantidade possível de território com suas próprias pedras. Embora estas não sejam movimentadas uma vez posicionadas no tabuleiro, há no jogo uma certa noção de fluidez e movimento, conforme o jogador busca expandir seu território.
Acredita-se que nenhuma partida de go tenha sido jamais repetida, o que é possível dado que, num tabuleiro de 19x19 linhas, existem cerca de 3361×0.012 = 2.1×10170 posições possíveis, a maioria das quais sendo o resultado final de cerca de (120!) 2 = 4.5×10397 diferentes partidas sem capturas, resultando num total de 9.3×10567 jogos. Permitindo a ocorrência de capturas, então trata-se de 10 elevado a (7,5 x 1048) partidas possíveis, as quais na maioria chegariam a ter 1.6×1049 movimentos. Para fins de comparação, o número de posições legais no Xadrez é estimado entre 1043 e 1050 (com 10123 partidas legais) e os físicos estimam que não há mais que 1090 prótons no universo observável inteiro.

## Go na cultura popular
Além de literatura técnica e material de estudo, o go e suas estratégias foram temas de várias obras de ficção, tais como O Mestre do Go por Yasunari Kawabata, vencedor do Prêmio Nobel de Literatura, e A Jogadora de Go, por Shan Sa. Outros livros usaram o go como tema ou recurso menor de narrativa. Por exemplo, o romance Shibumi, por Trevanian, gira em torno do jogo e usa metáforas do Go. O go também figura proeminentemente na série de romances Chung Kuo, por David Wingrove, sendo o jogo favorito do vilão principal.
Similarmente, o go figurou como tema ou recurso narrativo em filmes, tais como π, Uma Mente Brilhante, Tron: o Legado, Transformers: Dark of the Moon e The Go Master, cinebiografia de Go Seigen, famoso jogador de go profissional.
O go também foi usado de forma semelhante em diversas séries de televisão. Em Counterpart, um drama de ficção-científica, abundam referências (a própria abertura exibe desenvolvimentos num tabuleiro do jogo), incluindo aplicações de suas metáforas e estratégias, menção a livros e mesmo partidas de go que têm relevância para a narrativa. Outro exemplo é um episódio da série 12 Monkeys cujo título é um termo do Go, usado por uma personagem para descrever a situação em que se encontrava, e que exibe de passagem uma partida.
A série de mangá e anime Hikaru no Go, lançada no Japão em 1998, teve grande impacto na popularização do go entre jogadores jovens, tanto no Japão e — conforme traduções foram lançadas — no exterior.
O nome da corporação e marca Atari é um termo do go e foi escolhido como referência ao jogo.

## Comparações
O go começa com um tabuleiro vazio. O jogo foca em criar do zero (de nada a alguma coisa) com múltiplas batalhas, simultâneas, conduzindo a uma vitória baseada em pontos. O Xadrez é tático em vez de estratégico, já que a estratégia predeterminada é emboscar uma peça individual (o rei). Essa comparação também foi aplicada à história política e militar, com The Protracted Game, livro de Scott Boorman publicado em 1969, e, mais recentemente, As 48 Leis do Poder, livro de Robert Greene publicado no Brasil em 2000, os quais exploram a estratégia do Partido Comunista da China na Guerra Civil Chinesa sob a ótica do Go.
Uma comparação semelhante foi feita entre Go, Xadrez e Gamão, possivelmente os três jogos mais antigos que possuem popularidade mundial. O Gamão é uma disputa de "homem vs. destino", com a sorte tendo um papel importante na determinação do resultado. O Xadrez, com fileiras de soldados marchando para capturar uns aos outros, incorpora o conflito de "homem vs. homem". Uma vez que o sistema de handicap mostra aos jogadores em que patamar se encontram em relação uns aos outros, um jogador honestamente ranqueado pode esperar perder por volta de metade de suas partidas; portanto, go pode ser visto como simbolizando a busca por autoaprimoramento, "homem vs. si próprio".

### Associações e clubes
- «Associação Brasileira de Go (ABRAGO)» - Página da Associação Brasileira de Go.
- «Associação Portuguesa de Go (APGo)» - Página da Associação Portuguesa de Go.
- Paulista Go Center - Clube de go em São Paulo.

### Recursos de aprendizado
- «Aprenda a Jogar Go Interativamente (Baduk ou Weiqi)» - Tradução para o português da página The Interactive Way To Go.
- «Aprenda a Jogar Go - Regras» - Uma breve introdução às regras e técnicas básicas de Go.
- «Sensei's Library» (em inglês) - Provavelmente o recurso mais completo em língua inglesa sobre o Go.

### Comunidades virtuais
- «Grupo Go Brasil no Facebook» - Um dos grupos mais ativos para trocar informações e tirar dúvidas sobre Go.
- «r/Baduk» (em inglês) - Subreddit em língua ínglesa dedicado ao Go.
- «Life in 19x19» (em inglês) - Um dos maiores fóruns em língua inglesa dedicado ao Go.

### Servidores virtuais de Go
Os servidores a seguir permitem jogar partidas de go online, seja diretamente pelo navegador web, seja por meio de um programa dedicado.
- «OGS — Online Go Server» - Partidas virtuais de go em tempo real e por correspondência diretamente pelo navegador.
- «KGS — Kiseido Go Server» - O mais antigo servidor virtual de Go. Partidas virtuais de go em tempo real por meio de programa dedicado.
- «DGS — Dragon Go Server» - Partidas virtuais de go por correspondência diretamente pelo navegador.
- «Pandanet Go Server (IGS)» - Partidas virtuais de go em tempo real por meio de programa dedicado que também dá acesso a uma rede social destinada aos jogadores.